# Żelibrat
Żelibrat – staropolskie imię męskie. Składa się z członu Żeli- ("pragnąć") i -brat, dalszy krewny, członek wspólnoty rodowej, czyli oznacza "ten, który pragnie brata".
Żelibrat imieniny obchodzi 7 listopada.